# 合肥话
合肥话是江淮官话（淮语）洪巢片中的一种方言，主要使用于合肥市辖区、肥东县、肥西县以及长丰县南部的三十头、双墩、岗集等乡镇。

## 历史
合肥历史上战乱频繁，人口流动极大，在五胡乱华、衣冠南渡之后语音不断变化。但由于合肥历来处于分裂时代的拉锯战场，数度毁于兵燹，今日土著亦多属明代及其後各地移民构成， 因此明代以前的“合肥方言”面貌不可与今日合肥方言同日而语。
随着六朝金陵雅音演化而来的南京话在明朝被确立为国家官话标准语（即南京官话），合肥话的淮语性质逐渐确定。合肥虽处军事要地，却时常苦于兵乱，故合肥话的影响力一直不大。但清朝后期，合肥出身的重臣李鸿章积极主导洋务运动，在沿海各地新办新式工厂以及招商局，把合肥话带到部分沿海地区
；随后李鸿章又创建了淮军，随后又建立了北洋水师，期间大批曾在合肥操练的士兵北上。李鸿章在其间滥用老乡，故有“只要会说合肥话，马上就把长枪挎；只要认识李鸿章，长枪马上换短枪”的说法。

合肥在中华人民共和国建立时只有10万城市人口，安徽省省会迁至合肥后外来人口激增，很多都是从安徽省外和安徽省各地迁来。但是安徽省内方言类别众多，南北语音差异大，合肥话虽然属官话，但是方言词汇难以理解，语音系统也难以短时间内精通；加上改革开放以后的推广普通话运动，使得合肥话的使用者渐渐减少。虽然电视媒体中已有使用“合肥话”配音的电视节目，但由于其发音多使用夸张化、脸谱化却并不标准的合肥话，所以对挽救合肥话在市区的式微之势效果不容乐观。年龄别的合肥话使用情况调查显示“合肥话正走在消亡的路上”。

## 语音

### 声母
| p步帮      | pʰ普彷       | (b未白读无白读买卖)[a] | m门母                | f飞奉 |
| t得之白读  | tʰ特透       | l内那                  | (ȵ两)[b]             |       |
| ts资诌窄摘 | tsʰ次拆初楚  | s斯事                  | z利女以疑[c]         |       |
| tʂ之文读着 | tʂʰ持赤      | ʂ是书                  | ʐ让输白读裳爱老派[d] |       |
| tɕ金津     | tɕʰ琴亲      | ɕ新欣                  |                      |       |
| k个合白读  | kʰ可敲之白读 | x何合文读              |                      |       |
| Ø有外      |              |                        |                      |       |

a^ [b]为[m]之去鼻音化变体，如将“未”（白读，“尚未”）读作[me53]或[be53]、将“无”（白读，“没有”）读作[mɤɯ213]或[bɤɯ213]、将“买”／“卖”分别读作[mᴇ213]／[mᴇ53]或[bᴇ213]／[bᴇ53]皆可；

b^ [l]、[n]二母相混，大部分皆读作[l]，细音前可读作[ȵ]，如将“两”读作[ȵiɑ̃213]或[liɑ̃213]皆可。但“泥”[mzɿ45]为例外，声母为[m]（或去鼻音化为[b]）；

c^ [z]乃受细音[i]、[y]高化为[ɿ]、[ʮ]影响而发展出的声母，由零声母[Ø]及[l]演变而来。如“以”／“里”[zɿ213]，“于”[zʮ45]、“吕”／“女”[zʮ213]，“米”[mzɿ213]等（但“你”为例外，仍读[li213]）；

d^ 影母零声母在洪音前变体为[ʐ]，为老派读法，如“爱”[ʐᴇ53]、“欧”[ʐɤɯ21]、“额”[ʐɐʔ5]，新派分别读作[ᴇ53]、[ɤɯ21]、[ɐʔ5]。

### 韵母
| a巴耳二儿[e]         | ia雅家             | ua挂夸      |             |
| ɔ奥敲白读            | iɔ要小             |             |             |
| ɤɯ欧漏               | iɤɯ有休            |             |             |
| u多何                | ʉ胡庐[f]           |             |             |
| ᴇ爱赖[g]             | iᴇ鞋街             | uᴇ外乖      |             |
| e杯推嘴尿写使白读[h] | ue魁追             | ye茄        | i借斜夜     |
| ɿ资次丝批地          | ʅ之文读池是        | ʮ举去女于   |             |
| ɑ̃昂方                | iɑ̃养囥又读         | uɑ̃黄王      |             |
| æ̃安岸                | uæ̃关掼横白读       |             |             |
| ʊ̃官碗端钻            |                    |             |             |
| iĩ言眼               | yĩ元鲜永老派泳老派 |             |             |
| ən本伦               | in因英             | un顺春      | yn云肫      |
| əŋ翁风               | iəŋ用勇            |             |             |
| ɐʔ八踏蜡刹           | iɐʔ甲瞎鸭          | uɐʔ刷滑挖   |             |
| ɤʔ百特舌             | iɤʔ结歇业          | uɤʔ活夺握作 | yɤʔ绝却学月 |
| əʔ直赤湿日           | iəʔ密力亦即        | uəʔ读秃竹   | yəʔ菊曲旭育 |

e^ [a]的实际发音介于[a]与[ɑ]之间。

f^ [ʉ]音摩擦化接近[v̩]，其前通常有介音[ə]。如“路”[ləʉ53]、“土”[tʰəʉ213]、“五”[əʉ213]。

g^ [ᴇ]、[ɿ]、[ʅ]、[ʮ]四音标未被最新版国际音标所接受，在Unicode标准中应分别被标记为[ɛ]、[z̩]、[ʐ̩]、[z̩ʷ]。其中[ᴇ]为介乎[ɛ]与[e]之间的元音。

h^ [e]、[ue]、[ye]发音接近[i]、[ui]、[yi]。

### 声调

#### 连续变调
- 就非叠字词的二字组合而言，合肥话中至少有4种明显的连续变调方式。变调时倾向于由后字主导，仅改变前字调值，而后字调值不变。具体如下表：

| 组合                   | 变化方式                            |
| ---------------------- | ----------------------------------- |
| 阴平＋阴平             | 前字调值由21变为212，后字调值不变   |
| 上声＋阴平／上声       | 前字调值由213变为212，后字调值不变  |
| 上声＋阳平／去声／入声 | 前字调值由213变为21，后字调值不变   |
| 入声＋阳平／上声／入声 | 前字调值由5变为调值21，后字调值不变 |

#### 轻声
合肥话有一些轻声现象，有时候可以区别词义。如：

男人，读作[læ̃45 ʐən45]时表“男性”，读[læ̃45 ʐən0]时表“丈夫”；

老汉，读作[lɔ213-21 xæ̃53]时表“老年男性”，读[lɔ213-21 xæ̃0]时表“小儿子”。
- 就叠字词二字组合而言，前字调值不变，第二字變輕聲，輕聲調值根據前字而不同。這和普通話一樣，如“奶奶”“媽媽”的第二字都是輕聲，但調值不同。具体如下表：

| 组合       | 变化方式                                             |
| ---------- | ---------------------------------------------------- |
| 阴平＋阴平 | 后字调值由21变为11，前字调值不变。如：星星，腉腉奶奶 |
| 阴平＋阴平 | 后字调值变212，前字调值不变。如：哥哥，爹爹爷爷      |
| 阳平＋阳平 | 后字调值由45变为54，前字调值不变                     |
| 上声＋上声 | 后字调值由213变为212，前字调值不变                   |
| 去声＋去声 | 后字调值由53变为21，前字调值不变                     |
| 入声＋入声 | 前字调值由5变为21，后字调值不变。如：伯伯爸爸        |
| 入声＋入声 | 前后字调值均保持不变。如：六六家中排行老六的小孩     |

- 超过两字的词组及句子中的变调依据词句结构拆分为小单元，再依据上述规律变调。

### 文白异读
合肥话中部分字存在文白异读现象，显示了不同时代层次的读音。如：
| 漢字 | 白讀                                                 | 文讀                      |
| ---- | ---------------------------------------------------- | ------------------------- |
| 界   | [ka53]（不搭～，表“没有关联”）                       | [ʨiᴇ53]（世～）           |
| 甲   | [kɐʔ5]（马～）                                       | [ʨiɐʔ5]（～天下）         |
| 角   | [kɤʔ5]（“触角、凸起”；“货币单位”，～子；场所，哪～） | [ʨyɤʔ5]（～色）           |
| 敲   | [kʰɔ21]（“敲打”、“欺骗”二义）                        | [ʨʰiɔ21]（～锣打鼓）      |
| 何   | [xa213]（～个，疑问代词“谁”）                        | [xu45]（如～）            |
| 鹹   | [xæ̃45]（～菜）                                       | [ɕiĩ45]（～鸭子）         |
| 合   | [kɤʔ5]（～意；～人缘）                               | [xɤʔ5]（～作；～肥）      |
| 瞎   | [xɐʔ5]（～扯）                                       | [ɕiɐʔ5]（～子）           |
| 输   | [ʐʉ21]（～赢，表“失败”）                             | [ʂʉ21]（～入，表“传递”）  |
| 使   | [se213]（～，表“使用”；小～子，表“佣人”）            | [sɿ213]（行～）           |
| 未   | [me53]或[be53]（单用，表“尚未”）                     | [ue53]（～来）            |
| 無   | [mɤɯ213]或[bɤɯ213]（常写作“冇”，表“没有”）           | [ʉ45]或[vʉ45]（～缘～故） |
| 之   | [ti53]（～个，近指，“这”）                           | [tʂʅ21]（～乎者也）       |

## 語法

### 詞法

#### “～子”尾
无儿化及“～儿"尾，“～子”尾丰富（[tsɿ213]常弱读为[tsə0]或[tsəʔ0]）。具体可分为三种情况：

- 与普通话中的“～子”尾一致，毋庸赘述，如：儿子、嫂子、老子、腰子、瞎子…，等等；
- 与普通话中的“～儿”尾相当，如：小辫子、裤头子、菜叶子、梨子、跳绳子…，等等；
- 方言特有的“～子”尾，如：麻鹧子[ma45 tʂəʔ5 tsɿ]（麻雀）、信壳子[ɕin53 kʰɐʔ5 tsɿ]（信封）、信瓤子[ɕin53 ʐɑ̃5 tsɿ]（信纸）、双子[ʂuɑ̃21 tsɿ]／双胞子[ʂuɑ̃213 pɔ21 tsɿ]（双胞胎）…，等等。

#### 程度副词
用于形容词之前加强语气，如：

- 好[hɔ213]，非常，如：之伢个条好长（之，[ti53]，这个；伢[ia45]，孩子；这个孩子个子真高）；
- 多[tu21]，很，如：嘴张多大的（嘴巴张得很大）；
- 也表多[i213-45 piɔ213 tu21]／一表多[iəʔ5-21 piɔ213 tu21]，“也不晓得多”之合音，程度比“多”更甚，如：之橘子一表多甜（这橘子甜得不得了）；
- 不要太[pəʔ5 iɔ53 tᴇ53]，或合音为[piɔ53 tᴇ53]，源于吴语上海话“勿要忒”，与“一表多”类似。

#### 人称代词
与普通话大体无异，使用“我”[u213]、“你”[li213]、“他”[tʰa21]及“我们”[u213 mən45]、“你们”[li213 mən45]、“他们”[tʰa21 mən45]。

但无“咱们”或“咱俩”之说法，表达包括受话者的第一人称复数时，使用“我两”[u213-45 liã213]或“我两个”[u213-45 liã213 kə0]。

#### 指示代词
- 近指：之[ti53]（这）、之个[ti53 kə0]（这个）、之儿子[tiɔ213 tsɿ]或[tʂɔ213 tsɿ]（这里）；
- 远指：那[lᴇ53]、那个[lᴇ53 kə0]（这个）、那儿子[liɔ213 tsɿ]（那里）、那傍角[lᴇ53 pɑ̃21 kɤʔ5]（那里）。

#### 疑问代词
- 人称：何[ha213]、何个[ha213 ku53] ；
- 地点：哪塊[la213 kʰuᴇ53]／哪角[la213 kɤʔ5]（哪裡）；
- 事物：哄[xəŋ53]（或为“何东”之合音）、哄东[xəŋ53 təŋ21]、哄个[xəŋ53 kə0]、是东[ʂʅ53 təŋ21]／实东[ʂəʔ5 təŋ21]／哄东[xəŋ53 təŋ21]（泛指任何事物）。

注意：“哄个”中的“哄”有53、21两种音调（可省略“个”单用），两者区别在于：一、前者语气较强且有责问口吻；二、后者不能做定语，往往直接做宾语，而前者则既可做定语，亦可做宾语。

#### 时态助词
表达完成时的“了”与表达持续体的“着”相混，说成“着”[tʂəʔ5]或“之”[tʂʅ21]，如：

毙（[pʰsɿ]）代之（死掉了）

哥哥走之以后，弟弟哭着。（哥哥走了以后，弟弟哭了。）

### 句法

#### 疑问句
合肥方言中的疑问句极具江淮方言特色，如“曷”问句与“好”问句两种特色形式：

- “曷”问句

普通話中的反復問句“～不～”在合肥話中用“曷～”表達，其中疑問詞“曷”讀作[kəʔ5]或[kʰəʔ5]（“彼苍者天，曷其有极”，韩愈，《祭十二郎文》），常訛寫作“可”、“克”、“格”。另外，淮語其他方言、北部吳語、西南官話亦使用本疑問詞。如南京、蕪湖（淮語）的[xaʔ5]，上海、蘇州（吳語）的“阿”[ʔɐʔ2]，昆明（西南官话）的[kə5]。例句：

曷着？（好不好）（“着”常訛寫作“照”，读作[tʂɔ53]时表示“可以、行、好”。闽南语有相同词汇表示“好、可以、应当”，音[tioʔ4]）

媽姨曷在家？（媽媽在不在家）

飯曷好吃？（飯好不好吃）

作業曷寫完著啊？（作業有沒有寫完啊）

牛肉乾曷咬動？（牛肉乾咬不咬得動）

- “好”问句

普通话中的程度问句在合肥话中用“好”好句表达，“好”[hɔ213]相当于普通话中的“多”、“多么”，赣語、粤语中的“几”，闽南语中的“若何”。例句：

之鱼好些钱一斤？（这鱼多少钱一斤）

你家伢好大啦？（你们家孩子多大了）

合肥到南京距离好远？（合肥到南京距离有多远）

#### “把”字句
合肥话中的“把”字句有两种：

- 一种与普通话意义相同，其中“把”可用“摕”（[tᴇ53]）替换。如：我摕你嘴扫歪（我把你的嘴巴打歪）；
- 一种与普通话意义不同，其中“把”（[pa213]）表示“给予”，本字为“畀”。如：姊姊畀我一件裳（[ʐɑ̃21]）（姐姐给我一件衣服）。

#### 补语中“得”的省略
- 合肥话习惯省略普通话“可能补语”中的“得”，其肯定式直接用“动词＋补语”表示，否定式则用“曷＋动词＋补语”表示。例句：

我听懂，他听不懂。（我听得懂，他听不懂）

你曷做好？曷要找人帮下子？（你做不做得好？要不要找人帮一帮？）

- 此外，普通话中用“～得很”做程度补语的语句，在合肥话中也习惯省略“得”来表达。例句：

之花香很！（这花香得很）

之伢㜺很！（这孩子有趣的很）（注：“㜺”字音[tsæ̃45]，有“有趣”、“美好”二义，吴语、闽语中皆有此字）

## 辭彙
列举部分合肥话特有常用词汇，参考《合肥市志》卷三十三第二章第二节，斜体为同音代替字。

### 代词

#### 人称
|      | 第一人称  | 第二人称  | 第三人称             |
| ---- | --------- | --------- | -------------------- |
| 单数 | 我 /ʊ213/ | 你 /li24/ | 他 /tʰɐʔ4/；/tʰᴀ212/ |

#### 指示
|      | 近指       | 远指       |
| ---- | ---------- | ---------- |
| 肯定 | 之 /ti53/  | 那 /lᴇ53/  |
| 否定 | 之 /ti212/ | 那 /lᴇ212/ |

## 方言文艺
廬劇是一種仍沿用傳統上合肥及其附近（古廬州府轄地）方音演繹的戲劇形式，其戲劇唱腔及念白中保存了較為地道的廬州方音。

## 注解
1. ↑  . 合肥市地方志编纂委员会办公室网站. 2008-01-24  [2010-03-05]. （原始内容存档于2015-08-21）.
2. ↑  . 2010-08-25  [2010-12-20]. （原始内容存档于2023-01-17）.
3. ↑  . 新安晚报网. 2010-02-05  [2010-03-05].[永久]
4. ↑  . 孙吴纪检监察网. 2007-05-17  [2010-03-05].[永久]
5. ↑  孙垚. . 安徽文学. 2009,. 2009 (4) （中文）.
6. ↑  合肥市地方志编纂委员会. .  卷三十三. 安徽人民出版社. 1999.[]